# واتراستونز
واتراستونز (انگلیسی: Waterstones) شرکت خرده‌فروشی بریتانیایی است، که در سال ۱۹۸۲ تأسیس شد.